# Widsith
Widsith is een Oudengels gedicht van 143 regels. Het is bewaard gebleven in het uit de 10e eeuw daterende manuscript het Exeter Book. Het gedicht zelf stamt vermoedelijk uit de 9e eeuw. Het is anoniem en is opgebouwd uit de destijds gebruikelijke allitererende verzen, zonder eindrijm.
Widsith (de naam betekent 'verre reis') is een rondtrekkend minstreel. Hij beschrijft zichzelf als behorend tot de Myrgings, een stam die alleen in dit gedicht vermeld wordt, maar die mogelijk buren waren van de Angelen. 

In het gedicht vermeldt hij een uitgebreide serie van heersers, stammen, volkeren en helden uit zeer uiteenlopende perioden van de Europese geschiedenis, die bekend waren in de Germaanse wereld van de 6e eeuw. De schrijver haakt in het gedicht kennelijk in op de traditie van de mondelinge overlevering. Hij vermeldt volken als de Goten, de Angelen, de Saksen, de Franken, de Romeinen en de Friezen en figuren als Julius Caesar en Offa. De taak van een minstreel was om de heldendaden van volkeren en met name koningen te bezingen. Het belang hiervan werd groot geacht en een zanger kon dan ook rijkelijk beloond worden. Widsith beschrijft in het gedicht een aantal rijke giften die hij heeft ontvangen.
Het gedicht besluit dan ook met de overpeinzingen van de rondtrekkende minstreel die de lof zingt van diegenen die hem goed belonen.